# Bomarea trichophylla
Bomarea trichophylla là một loài thực vật có hoa trong họ Alstroemeriaceae. Loài này được Killip miêu tả khoa học đầu tiên năm 1935.